# Danny Nelissen
Daniel Wilhelmus Maria "Danny" Nelissen (nascido em 10 de novembro de 1970) é um ex-ciclista holandês que representou os Países Baixos nos Jogos Olímpicos de Verão de 1996, competindo na prova de estrada individual.